# Réguisheim
Réguisheim település Franciaországban, Haut-Rhin megyében. Lakosainak száma 2036 fő (2022. január 1.). Réguisheim Hirtzfelden, Munchhouse, Meyenheim, Ensisheim, Ungersheim és Merxheim községekkel határos.

## Népesség
A település népessége az elmúlt években az alábbi módon változott:
| Lakosok száma | 1818 | 1851 | 1871 | 1895 | 1942 | 1990 | 2006 | 2023 | 2036 |
|               | 2013 | 2015 | 2016 | 2017 | 2018 | 2019 | 2020 | 2021 | 2022 |